# Routes nationales de la Finlande

Panneau de signalisation de la nationale 2.

Les routes nationales de Finlande (en finnois : valtatiet, en suédois : riksväg) sont les artères routières majeures de la Finlande.

## Description
Elles constituent un dixième des routes de Finlande en longueur mais correspondent à la moitié du trafic routier 
Dans le système de numérotation des routes elles portent les numéros  1 à 39 (dont seuls les numéros 1–16 et 18–29 sont utilisés). Auparavant les routes nationales s'appelaient en finnois : viertotie, en suédois : chaussé). Au début 2011 la Finlande possède 8 600 kilomètres de routes nationales qui sont toutes recouvertes.
Elles sont complétées par les routes principales de Finlande.

## Liste des routes nationales de Finlande
| Route | Trajet | Carte |
|       | Helsinki – Palojärvi – Lohja – Salo – Turku                                                                                  |       |
|       | Palojärvi – Nummela – Karkkila – Forssa – Huittinen – Pori – Mäntyluoto                                                      |       |
|       | Helsinki – Hyvinkää – Riihimäki – Hämeenlinna – Tampere – Parkano – Jalasjärvi – Kurikka – Laihia – Vaasa                    |       |
|       | Helsinki – Mäntsälä – Lahti – Heinola – Jyväskylä – Oulu – Kemi – Keminmaa – Rovaniemi – Sodankylä – Ivalo – Inari – Utsjoki |       |
|       | Heinola – Mikkeli – Varkaus – Kuopio – Iisalmi – Kajaani – Kuusamo – Kemijärvi – Sodankylä                                   |       |
|       | Koskenkylä – Kouvola – Luumäki – Lappeenranta – Imatra – Parikkala – Joensuu – Kajaani                                       |       |
|       | Helsinki – Porvoo – Kotka – Hamina – Vaalimaa                                                                                |       |
|       | Turku – Rauma – Pori – Vaasa – Nykarleby – Kokkola – Kalajoki – Raahe – Liminka - (Oulu)                                     |       |
|       | Turku – Loimaa – Tampere – Jämsä – Jyväskylä – Kuopio – Outokumpu – Joensuu – Niirala                                        |       |
|       | Turku – Forssa – Hämeenlinna – Tuulos                                                                                        |       |
|       | Nokia – Pori |       |
|       | Rauma – Huittinen – Nokia – Tampere – Lahti – Kouvola                                                                        |       |
|       | Nuijamaa – Lappeenranta – Mikkeli – Jyväskylä – Kyyjärvi – Kokkola                                                           |       |
|       | Juva – Savonlinna – Punkaharju – Parikkala                                                                                   |       |
|       | Kotka – Kouvola – Mikkeli |       |
|       | Ylistaro – Lapua – Kyyjärvi                                                                                                  |       |
|       | devenue un tronçon de la Valtatie 9 en 2010.                                                                                 |       |
|       | Jyväskylä – Petäjävesi – Ähtäri – Alavus – Seinäjoki – Ylistaro – Laihia – Vaasa                                             |       |
|       | Jalasjärvi – Seinäjoki – Lapua – Kauhava – Nykarleby                                                                         |       |
|       | Oulu – Pudasjärvi – Taivalkoski – Kuusamo                                                                                    |       |
|       | Tornio – Pello – Kolari – Muonio – Kilpisjärvi                                                                               |       |
|       | Oulu – Utajärvi – Kontiomäki – Kajaani                                                                                       |       |
|       | Pori – Kankaanpää – Parkano – Virrat – Keuruu – Jyväskylä – Pieksämäki – Varkaus – Joensuu                                   |       |
|       | Lahti – Padasjoki – Jämsä |       |
|       | Hanko – Lohja – Hyvinkää – Mäntsälä                                                                                          |       |
|       | Hamina – Luumäki |       |
|       | Kalajoki – Ylivieska – Nivala – Haapajärvi – Pyhäjärvi – Kiuruvesi – Iisalmi                                                 |       |
|       | Kokkola – Nivala – Kärsämäki – Pyhäntä – Mainua – (Kajaani)                                                                  |       |
|       | Keminmaa – Tornio |       |

Les numéros 17 et 30–39 sont réservés.

## Liste des routes nationales d'Åland
| Route | Trajet                  | Carte |
|       | Mariehamn – Eckerö      |       |
|       | Mariehamn – Prästö (fi) |       |
|       | Mariehamn – Långnäs     |       |
|       | Godby (fi) – Geta       |       |

## Routes européennes en Finlande
Certaines routes nationales de Finlande font partie du réseau des routes européennes. Dans la liste des routes européennes ci-dessous, les routes nationales finlandaises sont en gras :
| Route européenne | Trajet | Carte |
| E 4              | Helsingborg – Jönköping – Norrköping – Södertälje – Stockholm – Uppsala – Gävle – Sundsvall – Örnsköldsvik – Umeå – Luleå – Haparanda – Tornio |       |
| E 8              | Tromsø – Nordkjosbotn – Skibotn – Kilpisjärvi – Kaaresuvanto – Muonio – Tornio – Kemi – Oulu – Vaasa – Turku |       |
| E 12             | Mo i Rana – Storuman – Umeå – (traversier) – Vaasa – Tampere – Hämeenlinna – Helsinki |       |
| E 18             | Enniskillen – Belfast – (traversier) – Stranraer – Carlisle – Newcastle – (traversier) – Kristiansand – Drammen – Oslo – Karlstad – Örebro – Västerås – Stockholm – Kapellskär – (traversier) – Mariehamn – (traversier) – Turku/Naantali – Helsinki – Kotka – Vaalimaa – Viipuri – Saint-Pétersbourg |       |
| E 45             | Kaaresuvanto (Finlande) – Karesuando (Suède) – Gällivare – Storuman – Östersund – Mora – Säffle – Trollhättan – Göteborg – (traversier) – Frederikshavn – Flensburg – Hambourg – Hanovre – Nuremberg – Munich – Innsbruck – Brennero – Bolzano – Vérone – Bologne – Naples – Salerno – Villa San Giovanni – (traversier) – Messine – Catania – Syracuse – Gela |       |
| E 63             | Sodankylä – Kuusamo – Kajaani – Iisalmi – Kuopio – Jyväskylä – Tampere – Turku |       |
| E 67             | Helsinki – (traversier) – Tallinn – Riga – Kaunas – Varsovie – Piotrków Trybunalski – Wroclaw – Klodzko – Náchod – Hradec Králové – Praha |       |
| E 75             | Vardø – Vesisaari – Nesseby – Varangerbotn – Tana – Utsjoki – Inari – Ivalo – Sodankylä – Rovaniemi – Kemi – Oulu – Jyväskylä – Heinola – Lahti – Helsinki – (bac) – Gdańsk – Świecie – Thorn – Krośniewice – Łódź – Piotrkow Trybunalski – Częstochowa – Będzin – Katowice – Tychy – Bielsko-Biała – Cesky Tesin – Žilina – Trenčín – Trnava – Bratislava – Mosonmagyaróvár – Győr – Tatabanya – Budapest – Kecskemet – Szeged – Subotica – Novi Sad – Belgrade – Niš – Skopje – Vélès – Gevgelija – Thessaloniki – Larissa – Lamía – Thèbes – Athènes – Le Pirée – (traversier) – La Canée – Heraklion – Sitia |       |